# Nie wieder Liebe
Pour plus de détails, voir Fiche technique et Distribution.
Nie wieder Liebe est un film allemand réalisé par Anatole Litvak, sorti en 1931. Une version en français a été tournée la même année : Calais-Douvres

## Synopsis
Un millionnaire américain, qui n'a jamais de chance avec le sexe féminin, parie qu’il peut vivre sans elles pendant cinq ans. Mais après quatre ans et demi sur son yacht, il sauve une dame de la noyade dans la Manche.

## Fiche technique
- Titre : Nie wieder Liebe
- Réalisation : Anatole Litvak
- Assistant-réalisateur : Max Ophüls
- Scénario : Anatole Litvak, Irma von Cube et Felix Jackson d'après la pièce Douvres-Calais de Julius Berstl
- Dialogues : Max Ophüls
- Photographie : Robert Baberske (en) et Franz Planer
- Montage : Alexander Uralsky
- Musique : Mischa Spoliansky, Hans-Otto Borgmann
- Décors : Robert Herlth, Walter Röhrig (conception) et Werner Schlichting (exécution)
- Son : Erich Leistner
- Producteurs : Noé Bloch, Gregor Rabinowitsch
- Directeur de production : Noé Bloch
- Sociétés de production : Bloch-Rabinowitsch-Produktion, Universum Film (UFA)
- Sociétés de distribution : Universum Film (UFA), L'Alliance Cinématographique Européenne (ACE), Svensk Filmindustri (Suède), Ufa Film Company (États-Unis)
- Pays de production :  République de Weimar
- Langue de tournage : Allemand
- Format : Noir et blanc — 35 mm — 1,33:1 — Son : Mono
- Genre : Comédie musicale
- Durée : 88 minutes (1 h 28)
- Dates de sortie : 
  - République de Weimar : 27 juillet 1931

## Distribution
- Lilian Harvey : Gladys O'Halloran
- Harry Liedtke : Sandercroft
- Felix Bressart : Jean
- Margo Lion : Eine Stimmungssängerin
- Oskar Marion : Jack
- Julius Falkenstein : Dr Baskett
- Hermann Speelmans (en) : Tom
- Theo Lingen : Rhinelander
- Louis Brody : le chef
- Mischa Spoliansky : le pianiste

## À noter
- Nie wieder Liebe a été tourné à Nice et sur la Côte d'Azur, dans le sud de la France du 12 mars à avril 1931.
- Noé Bloch prend la direction de la production. Les décors du film ont été créés par Robert Herlth, Walter Röhrig (conception) et Werner Schlichting (exécution).
- Hans-Otto Borgmann a repris la direction musicale, les paroles ont été écrites par Robert Gilbert.
- Max Ophüls a été assistant-réalisateur et a écrit les dialogues. Il avait déjà mis en scène la pièce « Douvres-Calais » dans un théâtre de Francfort en 1927.